# Solaure-en-Diois
Solaure-en-Diois è un comune francese del dipartimento della Drôme della regione dell'Alvernia-Rodano-Alpi.
È stato creato il 1º gennaio 2016 dalla fusione dei preesistenti comuni di Aix-en-Diois e Molières-Glandaz.